# Свитковский, Ян
Ян Свитковский (пол. Jan Świtkowski; родился 23 января 1994 года, Люблин, Польша) — польский пловец, специализирующийся в плавании баттерфляем. Бронзовый призёр чемпионата мира 2015 года.

## Биография
Участник чемпионата мира по водным видам спорта 2015 года в Казани. Плыл в эстафете 4×200 метров, где поляки в финале заняли 8 место, Свитковский проплыл свой этап за 1 минуту и 47,03 секунды. Плыл на дистанции 200 метров баттерфляем. В первом раунде, проплыв за 1 минуту и 55,78 секунды, занял 4 место и вышел в полуфинал. В полуфинале, проплыв за 1 минуту и 55,42 секунды, занял 5 место и вышел в финал. В финале проплыл за 1 минуту и 54,10 секунды, таким образом завоевал бронзовую медаль.